# پودوسفرا لوکوتریکا
پودوسفرا لوکوتریکا (Podosphaera leucotricha) یک پاتوژن گیاهی است که می تواند باعث سفیدک سطحی سیب و گلابی شود.

## اهمیت
زنگار (چوب پنبه ای شدن میوه) می‌تواند ارزش میوه را به نصف کاهش دهد و با اینکه برخی از باغات تا 15 بار در هر فصل رشد از آن سمپاشی می‌شود، خسارات اقتصادی ناشی از پودوسفرا لوکوتریکا بسیار بالا هستند.

## میزبان و علائم
کپک پودری که توسط آسکومیست بیوتروفیک اجباری Podosphaera leucotricha ایجاد می‌شود، یکی از بیماری‌های عمده سیب کشت شده در سراسر جهان است. میزبان اصلی این کپک سیب است، اما میوه‌های دیگر مانند هلو و به نیز میزبان برای Podosphaera leucotricha هستند.
فهرستی از گیاهان میزبان/گونه‌های آسیب دیده شامل Cydonia oblonga (به)، Malus (سیب)، Prunus persica (هلو)، Prunus domestica (آلو)، Pyrus (گلابی)، و Mespilus germanica (مسلول) است. این قارچ بر روی سیب، شاخه‌ها، شاخ و برگ‌ها، شکوفه‌ها و میوه‌های فصل فعلی رشد می‌کند. گیاهان آلوده به دلیل کاهش فعالیت‌های فیزیولوژیکی مانند فتوسنتز و تعرق، کمتر از حد مطلوب کربوهیدرات جذب می‌کنند که در نتیجه به کاهش رشد آنها منجر می‌شود
Podosphaera leucotricha علائم متعددی ایجاد می‌کند که شامل طیف گسترده‌ای از تغییرات است. در ساقه‌ها، علائم شامل پژمردگی و تغییر رنگ می‌باشد. پژمردگی و پیچ خوردگی برگ‌ها نیز روی برگ‌ها رخ می‌دهد. علائم در گل‌آذین شامل تغییر رنگ (در گیاهان غیر گرمی)، کوتوله شدن، رشد کوتاه و پیچ خوردگی می‌باشد. همچنین، علائم روی میوه شامل زنگ‌زدگی توری و تغییر شکل میوه است.
بسته به مرحله چرخه بیماری، علائم متفاوت هستند. کپک شکوفه اولیه در مرحله جوانه‌های صورتی ظاهر می‌شود. گل‌ها با گلبرگ سبز کم رنگ یا زرد تغییر شکل می‌دهند و با میسلیوم سفید و هاگ پوشیده می‌شوند. کپک ثانویه نیز ممکن است دارای ضایعاتی باشد که به صورت لکه‌های کلروتیک در سطح بالایی برگ‌ها ظاهر می‌شوند. علائم کپک ثانویه همچنین شامل تغییر شکل برگ‌ها و ریزش زودرس برگ‌ها می‌شود.

## چرخه بیماری
Podosphaera leucotricha، عامل ایجاد کپک پودری سیب، چرخه‌ای بیماری چند حلقه‌ای دارد. در فصل زمستان، میسلیوم‌ها در جوانه‌های خفته موجب ایجاد عفونت اولیه در برگ‌های جوان می‌شوند که در چرخه‌های ثانویه تلقیح به شکل کندی تولید می‌کنند. وقتی بهار فرا می‌رسد، قارچ زمستان‌گذران شده به عنوان کپک "اولیه" روی برگ‌ها ظاهر می‌شود که از جوانه‌های آلوده در طول فصل رشد قبلی ناشی می‌شود. کونیدی‌ها با اندازه‌های 12 تا 20-38 میکرومتر و بیضوی شکل، از کپک اولیه در طی پراکندگی کلنی‌ها در هوا آزاد می‌شوند و باعث ایجاد اپیدمی کپک ثانویه در شاخه‌های در حال رشد می‌شوند. همچنین، میوه‌های جوان در حال رشد نیز ممکن است آلوده شوند. اپیدمی‌های کپک ثانویه روزانه ادامه دارند و برای رخ‌دادن نیازی به رطوبت سطحی ندارند. شدت آلودگی روزانه بر روی برگ‌ها، عمدتاً با دوز کنیدی‌های فرود آمده، تعیین می‌شود که به غلظت کنیدی‌های موجود در هوا و سرعت باد بستگی دارد. شاخه‌های سیب فصل رشد طولانی دارند که باعث می‌شود درخت‌ها برای چندین ماه حساس بمانند. انتشار پاتوژن تقریباً به صورت انحصاری غیرجنسی اتفاق می‌افتد، اگرچه آسکوسپورها ممکن است منبع اضافی عفونت باشند. گاهی اوقات حالت جنسی P. leucotricha به صورت تنه‌های میوه‌دار قهوه‌ای/سیاه به اندازه سر سنجاق (آسکوکارپ) در میان میسلیوم‌های شاخه‌ها یا برگ‌های آلوده رخ می‌دهد. هرچند میسلیوم می‌تواند در جوانه‌های خفته زمستان گذرانی کند، اما پتانسیل زمستان‌گذرانی در درجه اول توسط دما محدود می‌شود و در زمستان‌های سخت، جوانه‌های آلوده از بین می‌روند زیرا نسبت به جوانه‌های سالم بیشتر مستعد سرما هستند.

## مدیریت
کنترل سفیدک پودری سیب معمولاً با استفاده از کاربردهای فشرده‌ی قارچ‌کش‌ها انجام می‌شود. در بریتانیا، بیشتر باغ‌های سیب تجاری از اسپری‌های معمولی بهره می‌برند. این به این دلیل است که کپک همواره در باغ‌ها وجود دارد و اقدامات کنترل شیمیایی معمولاً ضروری هستند. اسپری‌ها از زمان شکوفه‌دهی آغاز می‌شوند تا رشد رویشی متوقف شود و گاهی پس از برداشت نیز به صورت جوانه‌های انتهایی رشد مجدد اسپری می‌شوند. اما در صورتی که سطح کپک اولیه بالا باشد، کنترل موثر ممکن است دشوار باشد، به همین دلیل استراتژی‌های کنترل باید به حفظ سطح کم کپک اولیه تمرکز کنند. در مواقعی که سطح کپک بالا است، حذف فیزیکی سریع شکوفه‌ها یا شاخه‌ها می‌تواند تنها راه موثری برای کاهش تلقیح باشد.
در باغ‌های ارگانیک، کنترل اغلب بر اساس ترکیبی از روش‌های فرهنگی و استفاده از قارچ‌کش‌ها انجام می‌شود، ولی محدودیت‌ها در استفاده از مواد قارچ‌کش در تولید ارگانیک وجود دارد. گوگرد یکی از قارچ‌کش‌های مجاز در تولید ارگانیک برای کنترل سفیدک پودری سیب است.
به منظور کنترل، سطوح فرهنگی بر اساس حذف تلقیح اولیه با هرس انجام می‌شود. در فصل زمستان، شاخه‌های نقره‌ای هرس می‌شوند و در مراحل ریزش جوانه صورتی و گلبرگ، شکوفه‌های اولیه و کپک رویشی اولیه نیز هرس می‌شوند.
گاهی اوقات کنترل سفیدک پودری سیب بسیار مهم است. ماه ژوئن زمان بسیار مهمی برای نظارت و کنترل کپک است، زیرا این دوره برای رشد سریع و همچنین زمانی که جوانه‌های میوه در حال شکل‌گیری و مهر و موم شدن برای بهار آینده هستند مهم است.
در کل، قارچ‌کش‌ها و کنترل‌های فرهنگی اصلی روش‌های مدیریت Podosphaera leucotricha هستند. اما توسعه ژنوتیپ‌های مقاوم در برابر قارچ‌ها یکی از اهداف اصلی برنامه‌های پرورش سیب در سراسر جهان است.